# Croglin
Croglin är en ort i civil parish Ainstable] i grevskapet Cumbria i England. Orten är belägen 20 km från Carlisle. Parish hade 198 invånare år 1931. Croglin var en civil parish fram till 1934 när blev den en del av Ainstable och Cumrew.